# Richard Baker (historien)
Pour les articles homonymes, voir Richard Baker (homonymie) et Baker.
Richard Baker, historien anglais, né en 1568 dans le Kent, mort le 18 février 1645, fut, sous Jacques Ier, grand shérif du comté d'Oxford. Richard Baker perd sa fortune en aidant la famille de sa femme et passe alors plusieurs années en prison où il rédige ses ouvrages.

## Biographie
Né vers l’année 1568 à Sissinghurst, dans le comté de Kent, il était petit-fils de sir John Baker, chancelier de l'Échiquier sous Henri VIII. Il étudia à Oxford, et parcourut ensuite l’Europe pour s’instruire. De retour en Angleterre, il fut, en 1603, créé chevalier par Jacques Ier, et nommé, en 1620, grand shérif du comté d’Oxford. S’étant imprudemment engagé pour des dettes contractées par la famille de sa femme, il passa ses dernières années dans la prison de la Fleet, comme débiteur insolvable. Il y composa la plupart de ses ouvrages, et y mourut le 18 février 1645.

## Œuvres
On a de lui :
- une Chronique des rois d’Angleterre depuis l’époque du gouvernement des Romains jusqu’à la mort du roi Jacques. Cette chronique, bien qu’on y ait relevé une foule d’erreurs grossières, a eu un prodigieux succès en Angleterre, et y est devenue en quelque sorte populaire ; le style en est déclamatoire et recherché. L’ouvrage fut publié en 1641, réimprimé en 1653 et en 1658 par Edward Phillips, neveu de John Milton, qui y ajouta le règne de Charles Ier. D’autres continuateurs l’ont porté jusqu’au règne de George Ier. La dernière édition est de 1750. On y a corrigé une partie des erreurs contenues dans les précédentes.

Les autres ouvrages de Richard Baker sont principalement :
- Cato variegatus, ou les Distiques moraux de Caton (en vers), Londres, 1636 ;
- Méditations et Recherches sur l’Oraison dominicale, Londres, 1637 et 1640, in-4° ;
- Méditations et Recherches sur les sept Psaumes de la pénitence, Londres, 1639, in-4° ;
- Apologie des laïques qui écrivent sur la théologie, Londres, 1641 ;
- Theatrum redivivum, ou le Théâtre vengé, en réponse à l’Histrio-mastrix de William Prynne, Londres, 1662, in-8° ;
- Theatrum triumphans, ou Essai sur les ouvrages de théâtre, Londres, 1670, in-8° ;
- la traduction des trois premières parties des Lettres de Jean-Louis Guez de Balzac, Londres, 1638 et 1654, in-4°, avec des additions ;
- la traduction des Discorsi su Cornelio Tacito de Virgilio Malvezzi, Londres, 1642, in-fol[2].